# Наев, Сергей Иванович
Сергей Иванович Наев (укр. Наєв Сергій Іванович; род. 30 апреля 1970, Могилёв-Подольский, Винницкая область) — украинский генерал-лейтенант. С марта 2018 по 6 мая 2019 года — заместитель начальника Генерального штаба ВС Украины и начальник Объединённого оперативного штаба ВС Украины — командующий Операцией объединённых сил. Командующий объединёнными силами Вооружённых сил Украины с 27 марта 2020 по 11 февраля 2024 года.

## Биография
Родился 30 апреля 1970 года в городе Могилёв-Подольский Винницкой области. В 1987 году окончил Калининское Суворовское Училище (Тверь). Высшее образование получил в МВОКУ в 1991 году.
В 1991 году служил командиром мотострелкового взвода в Германии в средненемецком управлении Западной группы войск, с 1992 по апрель 1993 года в распоряжении командующего Дальневосточного военного округа.

## Служба в ВСУ
В Вооружённых силах Украины — с марта 1993 года. В 1990-х и начале 2000-х годов служил на разных постах в Западном и Южном оперативных командованиях.
В составе 7-го механизированного полка 24-й механизированной дивизии командовал взводом, потом разведывательной ротой, а потом — батальоном. Был командиром 820-го механизированного полка 128-й механизированной дивизии.
В середине 2000-х годов был командиром 28-й отдельной механизированной бригады.
В 2006—2007 годах был слушателем Национальной академии обороны Украины. Как лучший выпускник награждён медалью от королевы Великобритании.
С 2007 по 2014 год служил в 13-м армейском корпусе. В 2014—2015 годах участвовал в боях за Донецкий аэропорт. В 2015 году — командующий оперативным командованием «Юг».
С 2015 по 2017 годы был командующим оперативным командованием «Восток».
В 2018 году — начальник штаба Сухопутных войск ВС Украины. На этом посту заработал 847 тыс. 435 грн, что почти в два раза больше, нежели в 2017 году. В этот раз никаких ценных подарков от брата Максима Наева, который после оккупации полуострова работал в Крыму на российскую власть, в декларации не указано.
Недвижимость осталась прежней: комната на 91 кв.м в Днепре, которая значится служебным жильем и два земельных участка в Одесской области, где продолжается строительство дачных домов. Не изменились и денежные активы Наева — 350 тыс. грн и 20 тыс. долл. наличными. На счету в банке у него лежит 7 тыс. 624 грн.
С 18 апреля 2018 по 6 мая 2019 года — заместитель начальника Генерального штаба ВС Украины — начальник Объединённого оперативного штаба ВС Украины — командующий Операцией объединённых сил.
Командующий объединёнными силами Вооружённых сил Украины с 27 марта 2020 по 11 февраля 2024 года.

## Уголовное преследование в России
11 сентября 2017 года Следственный комитет России заявил о возбуждении уголовного дела в отношении Сергея Наева в числе других руководителей Министерства обороны Украины.

## Семья
Жена Наталья Михайловна Наева, старшая медицинская сестра в воинской части в городе Днепр[уточнить]. Сыновья — Дмитрий и Владислав, дочь — Евгения.
Старший брат — Юрий Иванович Наев, (род. 1965), бывший кадровый военный, проживает в России. Младший брат — Максим Иванович Наев, руководитель группы организации и учёта процесса инвестирования Отделения ПФР по Республике Крым.

## Звания
- генерал-майор (2013)
- генерал-лейтенант (5.12.2016)[13]

## Награды
- Медаль «За военную службу Украине» (8 марта 1998) — за образцовое выполнение военной службы , высокий профессионализм[14]
- Медаль «Защитнику Отечества»[15][нет в источнике]
- звание «Герой Украины» с присвоением ордена «Золотая Звезда» (27 апреля 2022) — за личное мужество, весомый вклад в защиту государственного суверенитета и территориальной целостности Украины, самоотверженное служение Украинскому народу[16].